# Rhyacophila meyeri
Rhyacophila meyeri är en nattsländeart som beskrevs av Mclachlan 1879. Rhyacophila meyeri ingår i släktet Rhyacophila och familjen rovnattsländor. Inga underarter finns listade i Catalogue of Life.